# Jan Lexell
Jan Lexell, född 13 mars 1958 i Luleå, är en svensk professor i rehabiliteringsmedicin vid Lunds universitet. Ett av hans forskningsområden är fysisk aktivitet vid åldrande. Lexell är också överläkare vid Skånes universitetssjukhus. En del av hans viktigaste forskning gjordes 1989-1990, medan han arbetade på Liverpools universitet i Storbritannien, med bidrag från flera stora svenska medicinska organisationer.

## Parasport
Jan Lexell är aktivt engagerad inom paralympics, det vill säga idrott för personer med en funktionsnedsättning. Han har deltagit under Paralympics i London 2012, Sotji 2014, Rio 2016 och Pyeongchang 2018 som den medicinskt ansvarige i Sveriges trupp. Lexell är också stående medlem inom den medicinska kommittén i den internationella paralympiska kommittén (IPC).

## Utmärkelser
- 2017 – hedersdoktor vid Luleå Tekniska Universitet[15][16]